# La Foire des glaces
Pour les articles homonymes, voir Thin Ice.
La Foire des Glaces (Thin Ice) est le troisième épisode de la dixième saison de la deuxième série télévisée britannique Doctor Who. Il est diffusé sur la BBC le 29 avril 2017 et en France le 16 septembre 2017 sur France 4.

## Distribution
- Peter Capaldi : Le Docteur
- Pearl Mackie : Bill Potts
- Matt Lucas : Nardole
- Nicholas Burns : Lord Sutcliffe
- Asiatu Koroma : Kitty
- Simon Ludders : Overseer
- Tomi May : Dowell
- Guillaume Rivaud : Georgian Gentleman
- Ellie Shenker : Dot
- Peter Singh : The Pie-Man
- Badger Skelton : Perry
- Austin Taylor : Spider
- Kishaina Thiruselvan : Harriet
- Clem So : Regency Gent (non crédité)

## Résumé
Londres, 1814. La ville entière s'est révélée pour la plus grande foire de givre depuis des décennies. Mais sous la Tamise glacée, les fêtards disparaissent, s'embrassent dans la glace et pénètrent dans les profondeurs où se cache un monstre terrifiant. Le Docteur et Bill arrêteront-ils le massacre avant qu'ils ne soient entraînés dans les eaux glacées eux-aussi ?

### Continuité
- Le Docteur dit être venu « quelques fois » à cette foire d'hiver. Il y a emmené River Song en 1814 et Stevie Wonder pour leur faire une musique, mentionné dans l'épisode La Retraite du démon.
- Le Docteur utilise encore son doigt pour se localiser dans le temps et l'espace.
- Bill Potts s'est demandé si elle allait être vendue comme esclave vu qu'elle est dans la Régence anglaise et parle de la parabole du papillon écrasé qui change le temps. Martha Jones s'est demandé la même chose dans l'épisode Peines d'amour gagnées.
- Nardole rappelle au Docteur son « serment » déjà évoqué dans Le Pilote et Souriez.
- Le Docteur se fait appeler encore une fois Docteur Disco, mentionné dans l'épisode Vérité ou Conséquences, première partie[1].
- Le Docteur donne à Bill le chemin vers la garde-robe. Le neuvième Docteur a indiqué le même chemin à Rose Tyler dans l'épisode Des morts inassouvis.